# Modénature

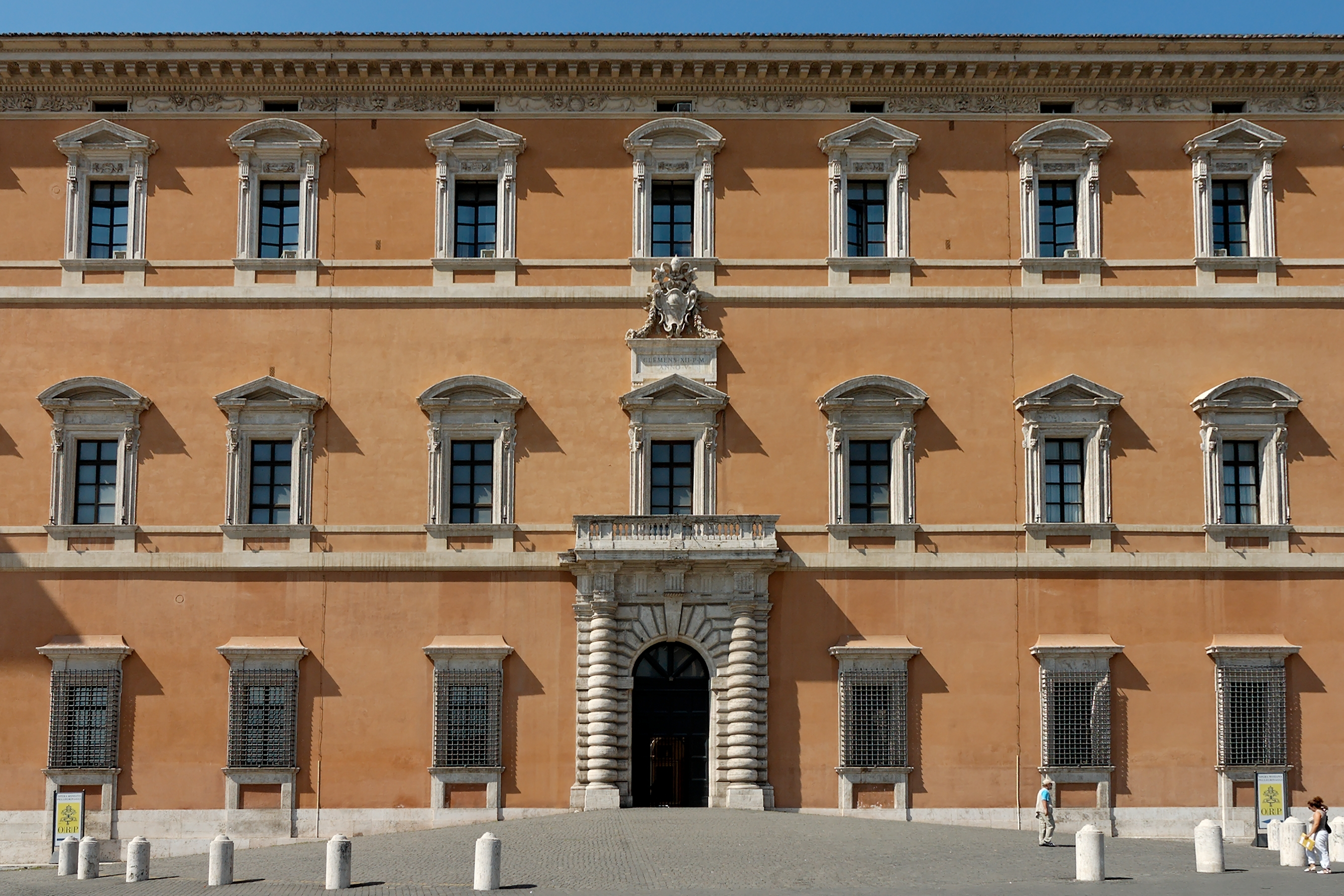
Façade du palais du Latran.

En architecture, la modénature est le traitement ornemental de certains éléments structurels de la façade d'un édifice pour la protéger du ruissellement des eaux de pluie et en valoriser l'architecture. On appelle modénature les proportions et dispositions de l'ensemble des éléments d’ornement que constituent les moulures et profils des moulures de corniche ainsi que les proportions et dispositions des membres de façade constituant le style architectural,.

## Principaux composants de la modénature
Les principaux éléments qui, dans un édifice grec, portent ces moulures sont, de haut en bas :
- le couronnement ;
- la frise ;
- le chapiteau ;
- la base (ordre ionique ou corinthienne) pour l'ordre extérieur ;
- les assises inférieure et supérieure des murs qui déterminent le pronaos ;
- la cella (le naos) et l'opisthodome des temples grecs ;
- les encadrements de tableaux.